# 厚坝镇 (重庆市)
厚坝镇，是中华人民共和国重庆市开州区下辖的一个乡镇级行政单位。

## 行政区划
厚坝镇下辖以下地区：
复兴社区、大坝村、红宝村、石龙村、青坪村、大安村、群联村和厚坝村。